# Brskvenjak
Brskvenjak je nenaseljeni otočić u nenaseljeni otočić u Kornatskom otočju.
Njegova površina iznosi 0,052 km². Dužina obalne crte iznosi 0,91 km.

## Vanjske poveznice
|  | Zajednički poslužitelj ima još gradiva o temi Brskvenjak |